# Râul Scocul Ursului
Râul Scocul Ursului este un afluent al râului Valea Gardului. 